# أ. جاي سواريس
أ. جاي سواريس (بالإنجليزية: A. J. Soares)‏ هو لاعب كرة قدم أمريكي في مركز الدفاع، ولد في 28 نوفمبر 1988 في سولانا بيتش في الولايات المتحدة. لعب مع نادي فيكينغ ونيو إنجلاند ريفولوشن.

## وصلات خارجية
- أ. جاي سواريس على موقع الدوري الأمريكي (الإنجليزية)
- أ. جاي سواريس على موقع قاعدة بيانات كرة القدم.إي يو (الإنجليزية)
- أ. جاي سواريس على موقع Soccerway.com (الإنجليزية)